# Xanthocalanus fragilis
Xanthocalanus fragilis är en kräftdjursart som beskrevs av Aurivillius 1898. Xanthocalanus fragilis ingår i släktet Xanthocalanus och familjen Phaennidae. Inga underarter finns listade i Catalogue of Life.